# Grimston (Norfolk)
Grimston is een civil parish in het bestuurlijke gebied King's Lynn en West Norfolk, in het Engelse graafschap Norfolk met 1980 inwoners.